# Rokytenka (přítok Divoké Orlice)
Rokytenka je malá říčka v Královéhradeckém a Pardubickém kraji. Je to pravostranný přítok Divoké Orlice. Délka toku činí téměř 19,0 km. Plocha povodí měří 62,7 km².

## Průběh toku
Říčka pramení v Orlických horách, zhruba 2 km severovýchodně od Horní Rokytnice, v nadmořské výšce okolo 930 m. Zprvu teče jižním až jihozápadním směrem, protéká městem Rokytnice v Orlických horách. Pod ústím potoka Suchá se Rokytenka obrací na jihovýchod. Tímto směrem proudí až k ústí Horského potoka, přitékajícího od Kunvaldu, který je jejím nejvýznamnějším přítokem. Zde se její tok otáčí zpět na jihozápad. Níže po proudu protéká okrajem města Žamberk, kde se zprava vlévá do Divoké Orlice, na jejím 77,5 říčním kilometru, v nadmořské výšce 397 m.

### Větší přítoky
- levé – Hvězdná, Horský potok, Dolský potok
- pravé – Suchá

## Vodní režim
Průměrný průtok u ústí činí 0,97 m³/s. Stoletá voda zde dosahuje 61 m³/s.